# Jacoba Kapsenberg
Jacoba Gerarda (Cootje) Kapsenberg (Groningen, 27 augustus 1924 – De Bilt, 12 maart 2024) was een Nederlands viroloog die van 1954 tot 1989 werkte bij het Rijkslaboratorium voor Volksgezondheid, het latere RIVM. Daar was zij verantwoordelijk voor de virusdiagnostiek en ontwikkelde zij het laboratorium tot het niveau van een landelijk referentielaboratorium. 

## Biografie
Cootje Kapsenberg was een dochter van de Groningse bacterioloog en hoogleraar in de gezondheidsleer Gerardus Kapsenberg (1883–1943) en Jacoba Bruggeman (1884–1979), die kinderarts was. Cootje ging in Groningen naar het Stedelijk Gymnasium.
Kapsenbergs vader was vanaf 1935 hoofd van het Bacteriologisch-Hygiënisch Instituut in Groningen. Hij overleed onverwachts in 1943. Vanaf de jaren 50 trad zijn dochter in zijn voetsporen, waarbij zij een belangrijke rol ging spelen in de publieke gezondheid op het gebied van virologie.

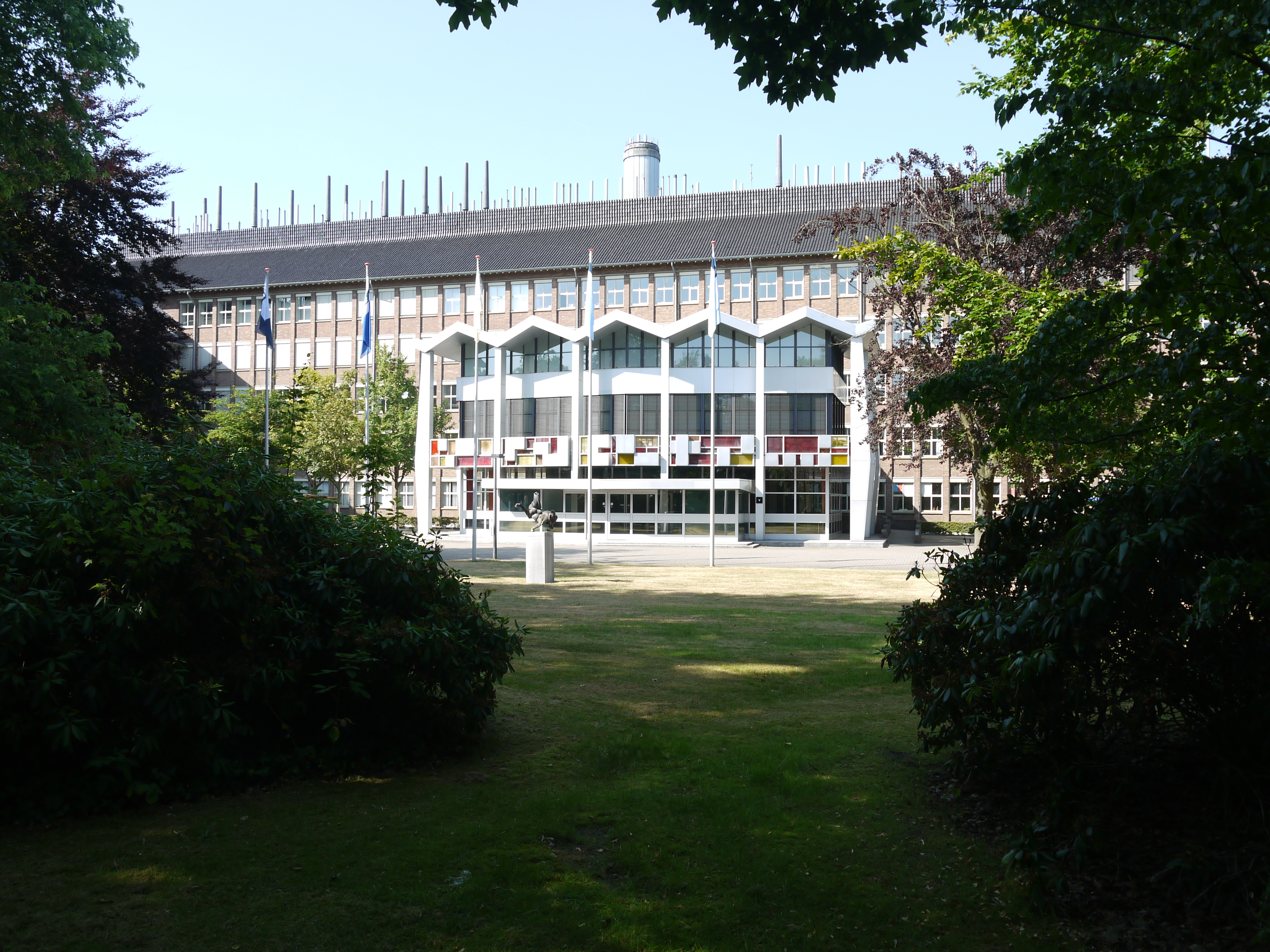
Rijksinstituut voor Volksgezondheid en Milieu

In 1954 publiceerde Kapsenberg samen met Herman Salomon Frenkel, bij wie ze student was, een nieuwe methode om een vaccin tegen het pokkenvirus te ontwikkelen in geëxplanteerd foetaal koeien- en schapenhuidweefsel in een vloeibaar medium. Het jaar daarop voltooide ze haar proefschrift, "Cultivation of Vaccinia-Virus in Tissue Explants", aan de Universiteit van Amsterdam. Daarmee kon het virus op grotere schaal gekweekt worden zodat een betere toepasbaarheid van de vaccinatie binnen bereik kwam.
Ze trad in 1956 in dienst bij het Laboratorium voor Virologie en ontwikkelde het in de daaropvolgende jaren tot het niveau van een nationaal referentielaboratorium.
In 1956 en 1957 werkte ze bij het Laboratorium voor de gezondheidsleer in Amsterdam, waar ze onder andere leiding gaf aan onderzoek naar paratyfusbacteriën in gezuiverd rioolwater. Ze constateerde dat deze bacteriën soms aanwezig waren. Op 1 april 1957 kreeg zij de leiding over de afdeling weefselkweek van het Laboratorium voor Virusziekten en Rickettsiosen in Bilthoven. Zij werd gezien als een belangrijke spil voor de virologische diagnostiek.
Halverwege de jaren zestig toonde ze enkele van de vroege gevallen van apenpokken aan bij in gevangenschap levende apen. In 1966 ontdekte ze samen met Rijk Gispen apenpokken bij gezonde laboratoriumapen. Later maakte ze bekend dat dit waarschijnlijk het gevolg was van besmetting met het apenpokkenvirus dat werd geïsoleerd in hetzelfde laboratorium dat monsters testte van gevallen bij een uitbraak in Dierentuin Rotterdam. Tussen 1970 en 1986 was het aantal dodelijke slachtoffers als gevolg van apenpokken in Zaïre zorgwekkend, maar uit onderzoeken uit die tijd bleek dat het virus niet gemakkelijk overdraagbaar was tussen mensen. Kapsenberg concludeerde uit haar onderzoek dat het apenpokkenvirus niet spontaan in pokken kon muteren.
In 1978 pleitte ze in een ingezonden brief voor de vaccinatie tegen polio door het prikvaccin, en niet door het slikvaccin. Polio was een ziekte die op dat moment nog door import voorkwam in Nederland. Door haar binding met het christelijk geloof kon ze een aantal ouders op de Veluwe (onderdeel van de Bijbelgordel) ertoe overhalen om hun kinderen te laten vaccineren tijdens een pokkenepidemie.
Kapsenberg maakte deel uit van de groep die in 1983 voor het eerst het humaan adenovirus 41 identificeerde bij kinderen met diarree.
Zij ging met pensioen in 1989. In datzelfde jaar werd ze benoemd tot officier in de Orde van Oranje-Nassau (Welzijn, volksgezondheid en cultuur). Tijdens haar leven was ze ook actief in de PvdA.
Zij werd begraven op begraafplaats Brandenburg te Bilthoven.

## Publicaties (selectie)
- (en) Kapsenberg, J. G. (1 August 1959). Relationship of Infectious Canine Hepatitis Virus to Human Adenovirus. Experimental Biology and Medicine 101 (4): 611–614. ISSN: 1535-3702. PMID 14404448. DOI: 10.3181/00379727-101-25035.
- (en) Kapsenberg, Jacoba G. (1 March 1968). ECHO virus type 33 as a cause of meningitis. Archiv für die gesamte Virusforschung 23 (1): 144–147. ISSN: 1432-8798. PMID 4971364. DOI: 10.1007/BF01242122.
- (en) De Jong, J. C. (1983). Candidate adenoviruses 40 and 41: Fastidious adenoviruses from human infant stool. Journal of Medical Virology 11 (3): 215–231. PMID 6306161. DOI: 10.1002/jmv.1890110305.
- (en) Kapsenberg, Jacoba G. (1988). Laboratory Diagnosis of Infectious Diseases Principles and Practice: VOLUME II Viral, Rickettsial, and Chlamydial Diseases. Springer. DOI:10.1007/978-1-4612-3900-0_36, "Picornaviridae: The Enteroviruses (Polioviruses, Coxsackieviruses, Echoviruses)", 692–722. ISBN 978-1-4612-3900-0.